# Siège d'Annapolis Royal (1744)
Pour l’article homonyme, voir Siège d'Annapolis Royal.
Troisième guerre intercoloniale
Guerre de Succession d'Autriche
Batailles
- Raid sur Canseau
- Annapolis Royal (1er)
- Annapolis Royal (2e)
- Port-Toulouse
- Louisbourg
- Île Saint-Jean
- Saratoga
- Expédition d'Anville
- Fort Massachusetts
- Grand-Pré
- Fort no 4

Le siège d'Annapolis Royal (également connu sous le nom de siège de Fort Anne) en 1744 est le nom donné à deux des quatre tentatives françaises de reprendre Annapolis Royal, la capitale d'Acadie/Nouvelle-Écosse, pendant la troisième guerre intercoloniale, pendant nord-américain de la guerre de Succession d'Autriche. Le siège est marqué par la défense victorieuse de l'avant-poste britannique par le Gouverneur de Nouvelle-Écosse Paul Mascarene et par l'arrivée du New England Ranger John Gorham (en) en Nouvelle-Écosse.

## Contexte historique
La conquête de l'Acadie par la Grande-Bretagne débute en 1710 avec la capture de la capitale provinciale, Port-Royal. Par le Traité d'Utrecht de 1713, la France cède formellement l'Acadie à la Grande-Bretagne. Cependant, un désaccord persiste sur les frontières de la province et un grand nombre d'Acadiens refusent de se soumettre à la domination britannique. Lorsque la guerre éclate à nouveau en Europe en 1744, les responsables militaires de Nouvelle-France établissent des plans pour reprendre la région que les Britanniques avaient renommée Nouvelle-Écosse grâce à un assaut sur la capitale, anciennement Port-Royal, qui avait été renommée Annapolis Royal.
Lorsque la guerre éclate en Europe, la nouvelle parvient en premier à la colonie française de l'Isle Royale (aujourd'hui île du Cap-Breton), dont les responsables décident immédiatement d'entrer en action. L'officier française François du Pont Duvivier commande un raid sur l'avant-poste britannique de Canso, capturant la petite garnison du 40th Regiment of Foot (en) sans incident. L'objectif suivant de Du Vivier est alors de prendre Annapolis Royal.

## Premier siège
Le gouverneur de l'Isle Royale, Jean-Baptiste Prévost du Quesnel, manquant de troupes pour attaquer Annapolis Royal, recrute le prêtre militant Jean-Louis Le Loutre pour lever une force composée d'Acadiens et d'Indiens destinée à attaquer la capitale de Nouvelle-Écosse. Le Loutre recrute 300 Indiens Mi'kmaqs et Maliseets, et arrive devant la principale fortification d'Annapolis Royal, Fort Anne, le 12 juillet 1744. Les assaillants tuent deux soldats, mais l'assaut prend fin après trois jours avec l'arrivée de bâtiments britanniques venus de Boston. Le Loutre se retire sur Grand-Pré pour attendre l'arrivée de DuVivier.

## Second siège

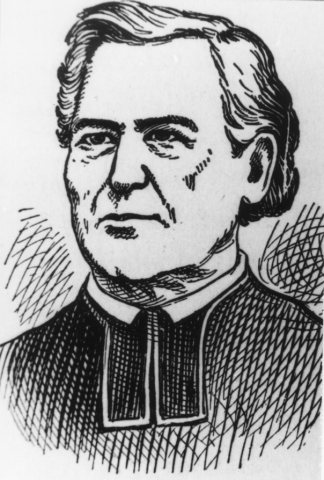
Jean-Louis Le Loutre

François Dupont Duvivier, qui avait mené le raid sur Canso, conduit le deuxième siège contre Fort Anne, avec une force de 200 hommes. Duvivier arrive à Fort Anne le 6 septembre 1744. La première nuit, il ordonne d'ériger des abris. Le lendemain, il s'approche du fort et le gouverneur de Nouvelle-Écosse, Paul Mascarene répond en tirant au canon, ce qui oblige Duvivier à battre en retraite. Cette nuit-là, Duvivier envoie de petits détachement en direction du fort débouchant sur des accrochages sporadiques tout le long de la nuit.  
Au matin du 7 septembre, Duvivier envoie son jeune frère au fort avec un drapeau de trêve et un message affirmant que la résistance britannique était inutile. Paul Mascarene, rejette le demande de reddition et réplique que des renforts étaient en route par voie maritime et que si les Français se rendaient, ils seraient traités honorablement. Face à cette réponse, Duvivier donne vingt-quatre heures de réflexion aux Britanniques, et déclare que les hostilités reprendraient le lendemain, 8 septembre, à midi.
Duvivier attend jusqu'au 9 septembre pour lancer le siège. Les troupes françaises et mi'kmaqs attaquent le mur du fort toutes les nuits et conduisent des raids, pendant la journée autour des remparts. Le 15 septembre, Duvivier demande à nouveau à Mascarene de se rendre, ce qu'il refuse à nouveau. Les combats continuent les jours suivants. Le 25 septembre, un sergent britannique est tué et un soldat blessé.
Pendant le siège Duvivier attendra pendant des semaines l'arrivée de vaisseaux français pour renforcer ses troupes, alors que dans le même temps Mascarene attendait des renforts de Boston. Le 26 septembre, le New England Ranger John Gorham arrive avec 50 rangers Mohawk. Les rangers commandés par Gorham portent le nombre d'hommes composant la garnison du fort à environ 270. Quelques jours plus tard, Gorham et ses rangers indiens conduisent une attaque surprise contre le campement Mi'kmaq situé non loin de la. Ils tuent et mutilent femmes et enfants. Les Mi'kmaqs survivants se retirent et Duvivier est contraint de se replier sur Grand-Pré le 5 octobre. L'année suivante, les Mi'kmaqs se vengeront des rangers de Gorham en torturant les rangers fait prisonniers lors du troisième siège d'Annapolis Royal.

## Conséquences

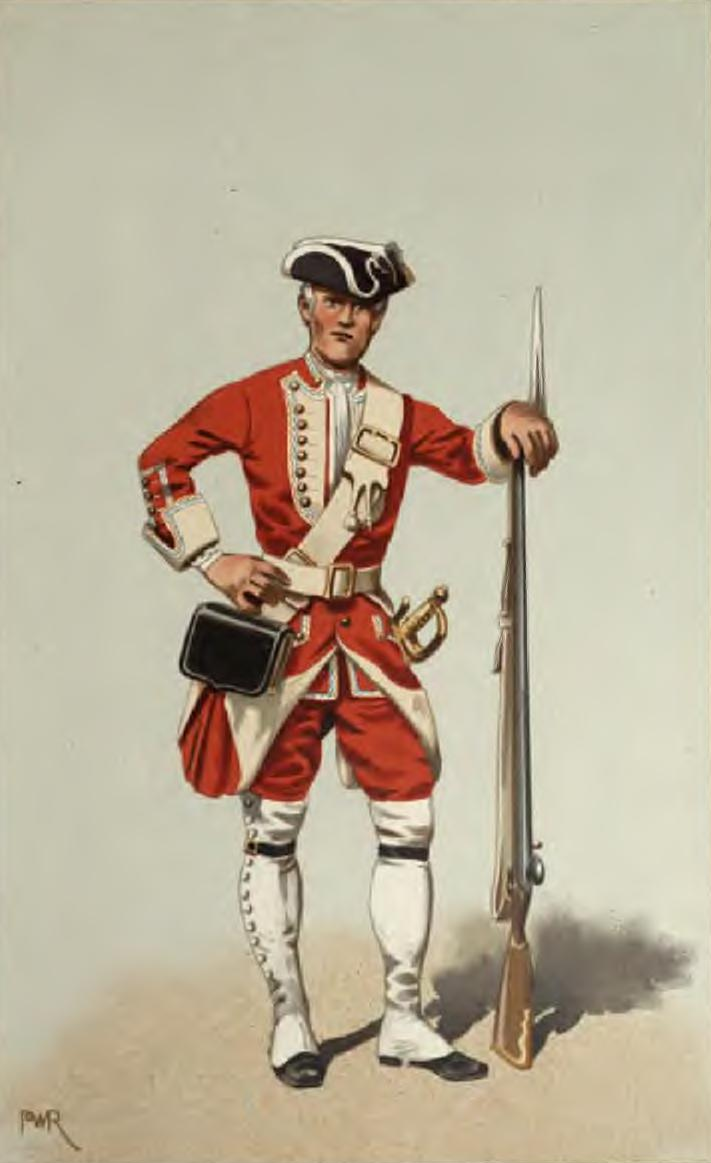
Soldat, 40th Regiment of Foot, Nouvelle-Écosse, 1742

De ce siège, les Français tirent comme enseignement qu'à moins de pouvoir envoyer une armée disposant d'artillerie de siège, il était peu probable qu'ils puissent s'emparer de la capitale provinciale, et qu'il était donc inutile d'exposer des forces lors d'un siège. Pour qu'un futur siège de la ville soit un succès, il faudrait que les troupes envoyées puissent être ravitaillées par voie maritime. Les Français apprennent également que, s'ils peuvent compter sur le soutien d'un certain nombre d'Acadiens, ils ne peuvent pas compter sur la majorité d'entre eux pour prendre les armes contre les Britanniques.
Le 20 octobre 1744, le gouvernement du Massachusetts déclare officiellement la guerre aux Mi'kmaqs. Une prime est offerte pour la tête de tout homme, femme ou enfant.
Le Français feront deux nouvelles tentatives infructueuses de reconquérir Annapolis Royal pendant la guerre.

## Sources et bibliographie
- (en) John Grenier, The Far Reaches of Empire : War in Nova Scotia 1710-1760, Norman, University of Oklahoma Press, 2008, 270 p. (ISBN 978-0-8061-3876-3, lire en ligne)
- (en) William Kingsford, The History of Canada, vol. 3 (lire en ligne)
- (en) Rossiter Johnson, A history of the French wars : ending in the conquest of Canada, vol. 2 (lire en ligne)
- (en) Beamish Murdoch, A history of Nova Scotia, or Acadie, vol. 2, J. Barnes, 1866 (lire en ligne)
- (en) W.O. Raymond, The old Meductic Fort and the Indian chapel of Saint Jean Baptiste : paper read before the New Brunswick Historical Society, 1897 (lire en ligne)
- (en) John Mack Faragher, A Great and Noble Scheme : The Tragic Story of the Expulsion of the French Acadians from Their American Homeland, New York, W. W. Norton & Company, 2005, 562 p. (ISBN 978-0-393-05135-3)